# Kurt Lechner
Kurt Lechner (ur. 26 października 1942 w Kaiserslautern) – niemiecki polityk i prawnik, od 1999 do 2012 poseł do Parlamentu Europejskiego.

## Życiorys
Początkowo służył w armii w Kaiserslautern, z wojska odszedł w stopniu porucznika. Ukończył studia z zakresu prawa i nauk politycznych na uczelniach w Monachium i Moguncji. Zdał państwowe egzaminy prawnicze I i II stopnia, praktykował krótko jako asesor notarialny i następnie przez około 30 lat jako notariusz.
Wstąpił do Unii Chrześcijańsko-Demokratycznej. Od 1971 do 1977 przewodniczył jej organizacji młodzieżowej Junge Union w Nadrenii-Palatynacie. W latach 1976–1979 był posłem do landtagu w tym kraju związkowym. Pełnił szereg funkcji kierowniczych w CDU na różnych szczeblach powiatowych i regionalnych.
W 1999 z listy CDU uzyskał mandat deputowanego do Parlamentu Europejskiego. Od tego czasu skutecznie ubiegał się o reelekcję w kolejnych wyborach (w 2004 i 2009). Zasiadał w grupie Europejskiej Partii Ludowej, pracował w Komisji Rynku Wewnętrznego i Ochrony Konsumentów. W 2012 złożył mandat poselski.